# پایگاه هوایی رومبولا
پایگاه هوایی رومبولا (به انگلیسی: Rumbula Air Base) یک فرودگاه نظامی است که یک باند فرود بتن دارد و طول باند آن ۲۰۰۰ متر است. این فرودگاه در شهر ریگا کشور لتونی قرار دارد و در ارتفاع ۸ متری از سطح دریا واقع شده است.